# Rundfunk-Anstalt Südtirol

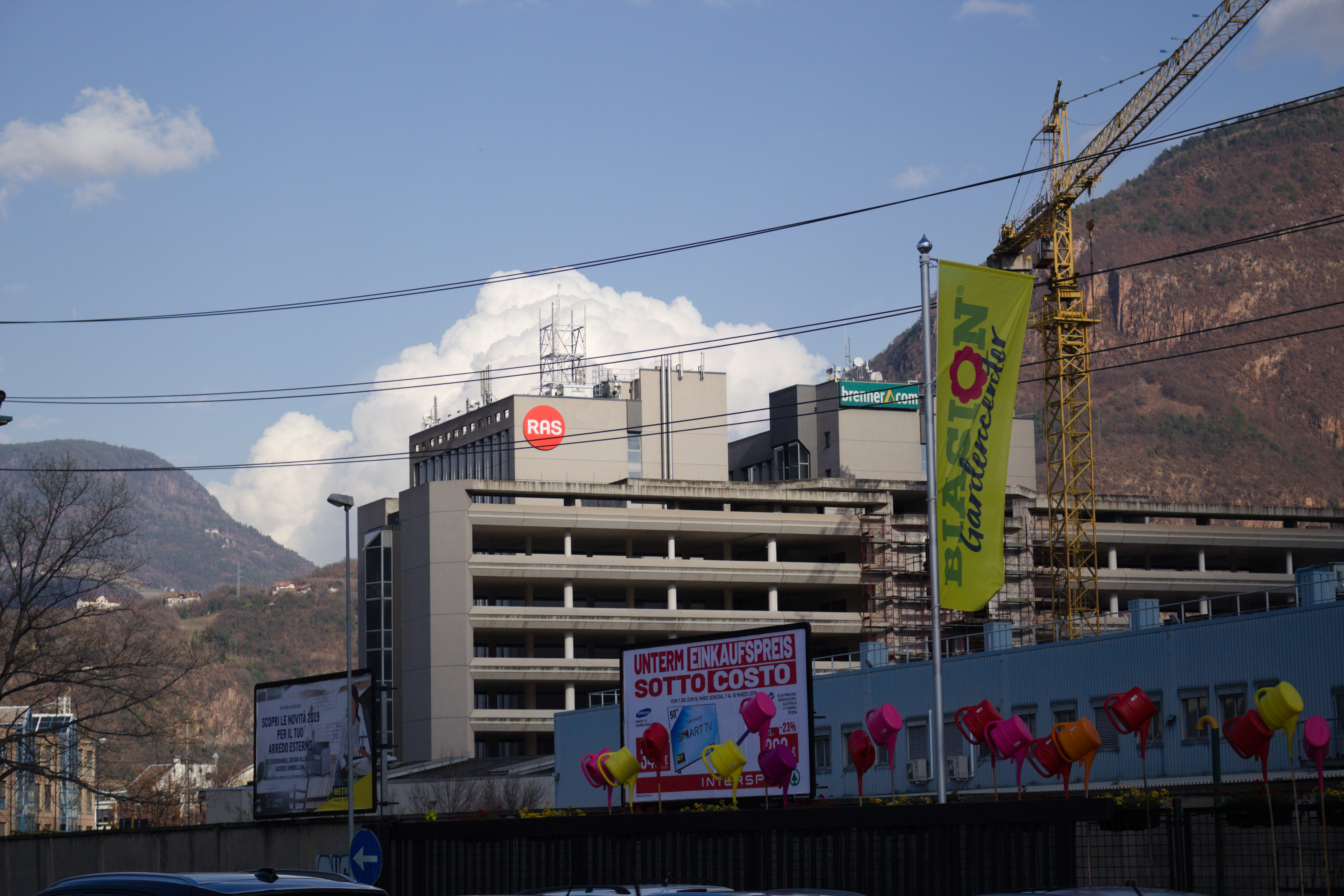
Sitz in Bozen

Die Rundfunk-Anstalt Südtirol (abgekürzt RAS; italienisch Radiotelevisione Azienda Speciale, ladinisch Radiotelevijion-Azienda per Südtirol) ist eine Einrichtung der Autonomen Provinz Bozen – Südtirol in Italien zur Verbreitung von Hörfunk- und Fernsehsendern. Die RAS produziert dabei keine eigenen Inhalte, sondern ist in erster Linie für die Ausstrahlung ausländischer Programme aus dem deutschen und alpenromanischen Kulturraum zuständig. Die Anstalt wird mit Mitteln des Landes Südtirol finanziert.

## Geschichte
Nachdem die RAI 1957 mit der regulären Ausstrahlung eines Fernsehprogramms in italienischer Sprache begonnen hatte, versuchten deutsch- und ladinischsprachige Südtiroler, deutsche Fernsehprogramme aus dem Ausland zu empfangen und auszustrahlen. Dies geschah weitgehend unabgesprochen und oft mittels illegal von privater Hand errichteter Umsetzer- und Kabelanlagen. Wegen des damaligen Monopols der RAI in Italien wurden viele dieser Sendeanlagen allerdings im Auftrag des Post- und Kommunikationsministeriums beschlagnahmt. 1962 nahm sich erstmals die Politik des Problems an.
Das Zweite Autonomiestatut schuf die Voraussetzung für die reguläre Ausstrahlung ausländischer Sender auf italienischem Staatsgebiet. Im Februar 1974 übernahm die Provinz Südtirol 284 private Anlagen und unterzeichnete dazu Vereinbarungen mit den Rundfunkanstalten ORF, ZDF, SRG und ARD, die fortan ihre Programme Südtirol kostenlos überließen. Nach Frequenzzuweisungen wurde die RAS am 5. März 1975 per Landesgesetz als öffentlicher Rundfunkdienst der Provinz Südtirol gegründet.
Von 1975 bis 1980 erfolgte der Aufbau eines ersten provisorischen Sendernetzes, das von 1981 bis 1994 mit dem Bau eines dritten Netzes für ORF 2, dem Bau von Richtfunkverbindungen und der Verstärkung der Sendeleistung ausgebaut wurde. Fürs Radio startete 1997 ein Pilotprojekt zur Einführung von DAB. Fürs Fernsehen begann die RAS 2007 mit der Umstellung auf DVB-T, welche im November 2009 abgeschlossen werden konnte.
Die RAS begann im Mai 2010 mit der Ausstrahlung von HDTV-Programmen über den MPEG-4-Codec (zunächst ORF 1 HD, ORF 2 HD und ZDF HD). Zusätzlich wurden über den 4. Mux Arte, 3sat sowie der italienischsprachige Sender RSI LA 1 empfangbar. Im November 2012 konnten der Sender ORF III sowie die HD-Ableger von SRF 1, SRF zwei und Das Erste ins Programmangebot aufgenommen werden.
Zum 31. Jänner 2017 stellte die RAS auch die letzten Digitalradio-Programme auf den neuen Standard DAB+ um. Somit endete der seit 2008 andauernde Parallelbetrieb von DAB und DAB+. Mit der steigenden Verbreitung des Digitalradios wird DAB+ nach und nach auch die alten UKW-Sender ersetzen, Ende des Jahres 2017 wurde mit der Abschaltung erster kleinerer Anlagen begonnen.
Nachdem die RAS schon seit Längerem private Radiosender über ihre Ensembles verbreitet, begann sie 2021 auch mit der Ausstrahlung kleinerer regionaler Fernsehsender über ihre Kanäle. Am 21. Oktober 2021 wurde die Übertragung der ausländischen Sender in SDTV eingestellt, wodurch nun die deutschen, österreichischen und Schweizer Programme – gleichzeitig um ORF Sport + ergänzt – ausschließlich in HD empfangbar sind.

## Ausgestrahlte Programme
Die RAS betreibt ein flächendeckendes Netz für UKW, DAB+ sowie DVB-T mit 140 Senderstandorten in Südtirol.

### Fernsehen
Die im Standard DVB-T mit der Kodierung MPEG-4 ausgestrahlten Programme erreichen 99,8 % der Südtiroler Bevölkerung. In der Liste unberücksichtigt bleiben die privaten Regionalsender.
| Logo | Fernsehprogramm  | Übertragung | Ausstrahlung in Südtirol seit | Ausstrahlung in HD seit |
| ---- | ---------------- | ----------- | ----------------------------- | ----------------------- |
|      | 3sat             | DVB-T       | 2010                          | 2021                    |
|      | Arte             | DVB-T       | 2010                          | 2021                    |
|      | BR Fernsehen Süd | DVB-T       | 2009                          | 2021                    |
|      | Das Erste        | DVB-T       | 1988 1                        | 2012                    |
|      | KiKA             | DVB-T       | 2009 3                        | 2021                    |
|      | ORF 1            | DVB-T       | 1975 2                        | 2010                    |
|      | ORF 2 Tirol      | DVB-T       | 1988 2                        | 2010                    |
|      | ORF III          | DVB-T       | 2012                          | 2021                    |
|      | ORF Sport +      | DVB-T       | 2021 4                        | 2021                    |
|      | RSI LA 1         | DVB-T       | 2010                          | 2021                    |
|      | ServusTV         | DVB-T       | 2023 4                        | 2023                    |
|      | SRF 1            | DVB-T       | 1988 1                        | 2012                    |
|      | SRF zwei         | DVB-T       | 2005 1                        | 2012                    |
|      | ZDF              | DVB-T       | 1975 2                        | 2010                    |
|      | ZDFneo           | DVB-T       | 2009 3                        | 2021                    |

### Radio
Die DAB-Ensembles und UKW-Ketten erreichen 99,1 % (Ausnahme: Radio Rumantsch 12 %) der Südtiroler Bevölkerung. In der Liste unberücksichtigt bleiben die privaten Regionalsender.
| Logo | Radioprogramm                | Übertragung | Ausstrahlung in Südtirol seit |
| ---- | ---------------------------- | ----------- | ----------------------------- |
|      | Bayern 1                     | DAB+        | 2003                          |
|      | Bayern 2                     | DAB+        | 2004                          |
|      | Bayern 3                     | DAB+        | 1997                          |
|      | BR Heimat                    | DAB+        | 2015                          |
|      | BR-Klassik                   | DAB+        | 1997                          |
|      | BR24                         | DAB+        | 1997                          |
|      | Deutschlandfunk Kultur       | DAB+        | 2008                          |
|      | Deutschlandfunk Nova         | DAB+        | 2017                          |
|      | Die Maus 5                   | DAB+        | 2019                          |
|      | FM4                          | DAB+        | 2004                          |
|      | Österreich 1                 | DAB+ / UKW  | 1980                          |
|      | Ö2 – Radio Tirol             | DAB+ / UKW  | 1976                          |
|      | Ö3                           | DAB+ / UKW  | 1976                          |
|      | Rai Radio 1 6                | DAB+        | 1997                          |
|      | Rai Radio 2 6                | DAB+        | 1997                          |
|      | Rai Radio 3 6                | DAB+        | 1997                          |
|      | Rai Südtirol 6 Rai Ladinia 6 | DAB+        | 1997                          |
|      | Radio Rumantsch 7            | DAB+ / UKW  | 1989                          |
|      | Radio Swiss Classic          | DAB+        | 2013                          |
|      | Radio Swiss Jazz             | DAB+        | 2004                          |
|      | Radio Swiss Pop              | DAB+        | 2013                          |
|      | RSI Rete Due                 | DAB+        | 2013                          |

## Mitbenutzung
Die von der RAS errichteten Antennenträger und Sendeanlagen sollen ausdrücklich auch von anderen Rundfunkbetreibern sowie privaten und öffentlichen Funkdiensten mitgenutzt werden. Damit soll u. a. ein sogenannter „Mast-Wildwuchs“ vermieden werden.

## Andere Tätigkeiten
Die RAS wurde zeitweise auch mit anderen Projekten betraut, die zur Verbesserung der Grundversorgung durch Medien beitrugen. Dabei arbeitete sie mit anderen lokalen Telekommunikationsunternehmen zusammen.
Bisherige Projekte:
- Errichtung des Bevölkerungs-Informations-System (BIS) zur raschen Information der Bevölkerung in Katastrophenfällen
- Breitband 1. Los (Breitbandanbindung von 14 Gemeinden)
- Broadband 44 (Breitbandanbindung weiterer 44 Gemeinden)
- Mi-friends (Forschungsprojekt der EU zur Förderung von DMB)
- Abdeckung abgelegener Gebiete mit Mobil- und Datenfunk, die noch unterversorgt sind

## Sendeanlagen

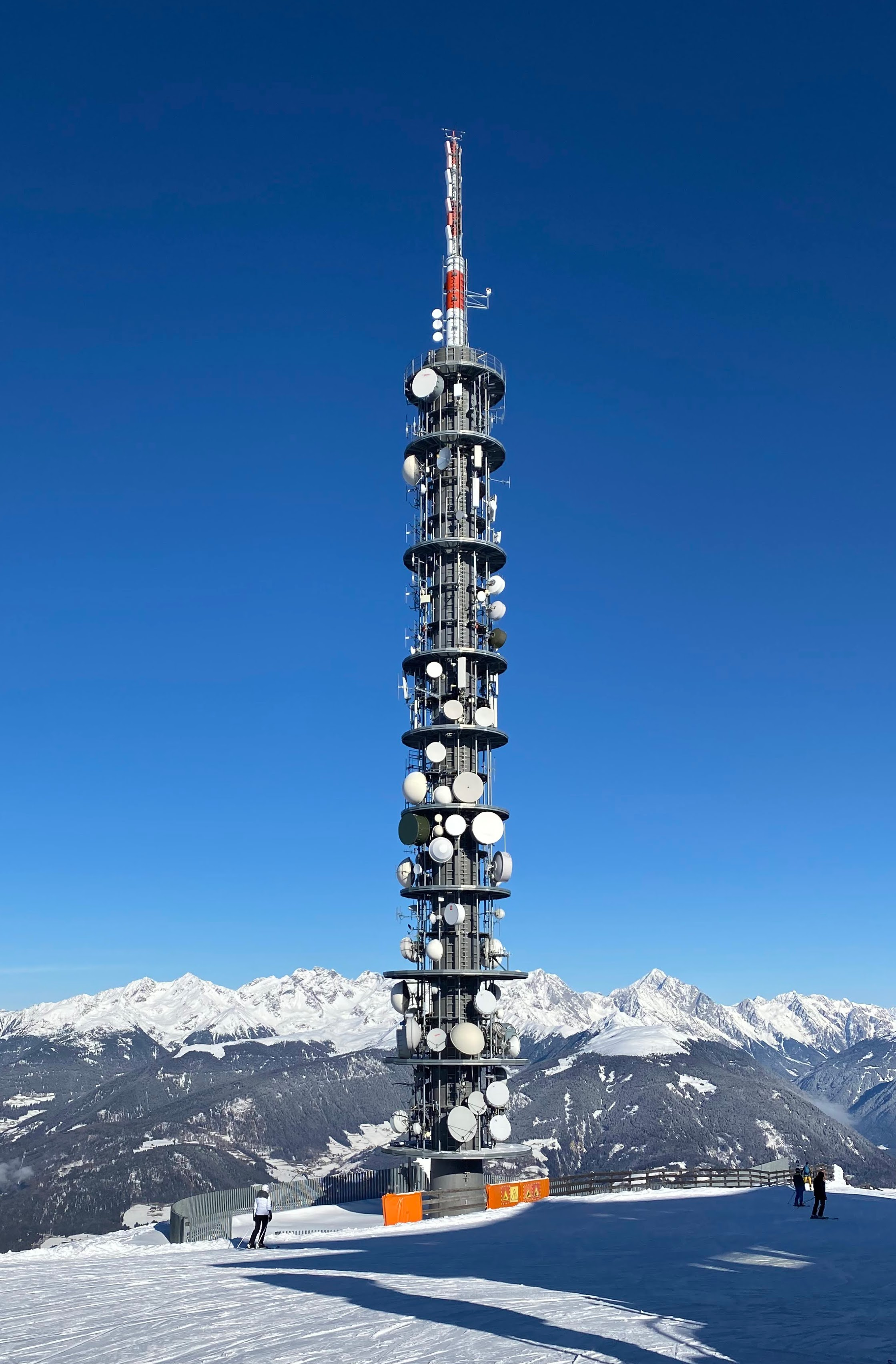
Eine Anlage der RAS auf dem Kronplatz

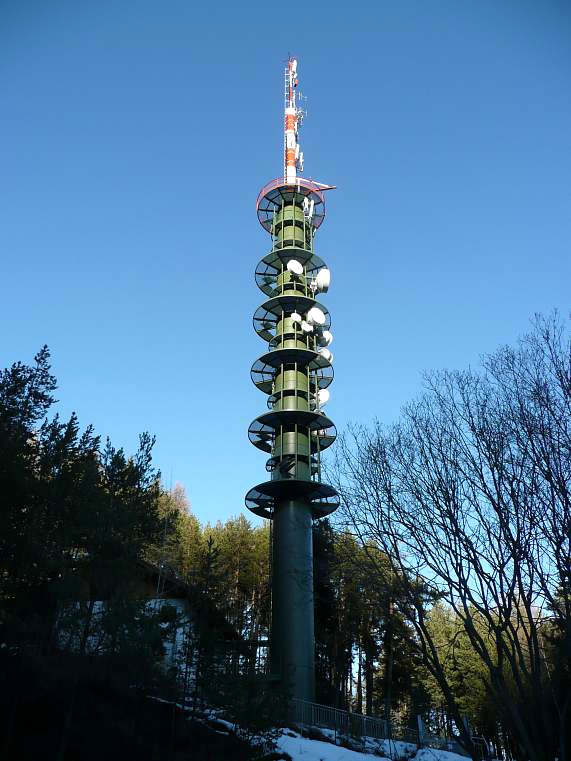
Eine Anlage der RAS bei Lajen

Die RAS betreibt mit der RAI ein größtenteils flächendeckendes DAB+-, UKW- und DVB-T-Netz in Südtirol.
Nachfolgend die Anlagen, die das Gebiet von Brixen zum Brenner abdecken:
- Sender Plose,
- Sender Albeins,
- Sender Franzensfeste,
- Sender Flans,
- Sender Freienfeld,
- Sender Eisacktal,
- Sender Gossensass,
- Sender Brenner

Grundnetzsendeanlagen der RAS:
- Sender Plose,
- Sendeanlage Penegal (Hauptsender der RAS),
- Sender Mut,
- Sender Sankt Martin am Kofel,
- Sender Obervinschgau,
- Sender Freienfeld,
- Sender Kronplatz,
- Sender Luttach,
- Sender Meransen,
- Sender Innichen,
- Sender Sarnthein,
- Sender Kematen,
- Sender St. Gertraud,
- Sender St. Pankraz,
- Sender Grödental,
- Sender Grödnerjoch,
- Sender Abtei,
- Sender Enneberg,
- Sender Laag,
- Sender St. Leonhard in Passeier,
- Sender Hohe Scheibe

Weitere Sendeanlagen
- Sender Welschnofen,
- Sender Kardaun,
- Sender Tiers,
- Sender Graun,
- Sender Langtaufers,
- Sender Melag,
- Sender Aberstückl,
- Sender Antholz Mittertal,
- Sender Asten,
- Sender Auen,
- Sender Durnholz,
- Sender Rosskopf,
- Sender Hühnerspiel

EU-geförderte Sendeanlagen
- Sender Schwemmalm,
- Sender Fennberg,
- Sender Matsch,
- Sender Rabenstein,
- Sender Jaufental,
- Sender Pfunders,
- Sender Schlinig,
- Sender Blossenberg